# Sylvia Leonora Brett
Sylvia Leonora Brett (Londra, 25 febbraio 1885 – Londra, 11 novembre 1971) è stata una nobile inglese, Ranee di Sarawak dal 1917 al 1946.

## Biografia

### I primi anni
Sylvia Brett nacque al n.1 di Tilney Street, a Park Lane, Londra, figlia secondogenita di Reginald Baliol Brett, II visconte Esher. Sua madre, moglie di Reginald, fu Eleanor, figlia terzogenita dell'ambasciatore, politico, rivoluzionario e primo ministro belga Sylvain Van de Weyer e di sua moglie Elizabeth, unica figlia del grande finanziere Joshua Bates della Barings Bank. Sylvia crebbe nella casa di famiglia, Orchard Lea, a Cranbourne nella parrocchia di Winkfield, nel Berkshire. Sua nonna materna Eugénie Mayer, era ritenuta da alcuni una figlia illegittima di Napoleone Bonaparte e di Fanny Kreilssamner.
Sylvia Brett ebbe un rapporto travagliato con suo padre che di massima ne ignorò l'educazione, interessato più a nuove avventure amorose con giovani ragazzi dell'alta società londinese. Sylvia e sua sorella Dorothy soffrirono di questa mancanza d'affetto.

### Regina consorte di Sarawak
Sylvia sposò il raja Charles Vyner Brooke di Sarawak nella St Peter's Church di Cranbourne, il 21 febbraio 1911. I due si erano conosciuti nel 1909 quando lei era entrata a far parte del coro dell'orchestra organizzata dalla madre di Charles a Londra per giovani della buona società inglese dell'epoca. Sylvia visitò il Sarawak per la prima volta nel 1912, dove suo marito nel 1917 divenne sovrano. Con l'incoronazione del marito, ottenne per sé il titolo di regina consorte (ranee) e dal 1º agosto 1941 anche la carica di gran maestro dell'Ordine della Stella di Sarawak.
Sylvia venne a sapere che in base alla legge islamica della sharia che vigeva a Sarawak, le sue figlie non avrebbero potuto ascendere al trono locale; cercò quindi in ogni modo di mettere in ombra l'erede apparente, Anthony. Suo fratello Oliver, III visconte Esher, la definì "uno Iago al femminile" con riferimento alle trame ordite dal cattivo nel dramma di Otello.
Richard Halliburton, un celebre avventuriero, la incontrò mentre stava circumnavigando il globo nel 1932 col suo pilota, Moye Stephens. Fu la prima donna di Sarawak a volare su un biplano chiamato il "Flying Carpet". Lo stesso Halliburton raccontò questo episodio in un libro dal titolo "Il tappeto volante".
Sylvia Brett amava il lusso, i gioielli etnici e fece decorare la sua abitazione di Londra con trofei e oggetti provenienti da Sarawak.
Brett fu anche una valente scrittrice, autore di undici volumi tra i quali "Sylvia of Sarawak" e "Queen of the Head-Hunters" (1970). Fort Sylvia a Kapit venne così chiamato in suo onore. Contribuì anche al John O'London's Weekly con la scrittura di alcuni racconti brevi.

## Matrimonio e figli
Sylvia Leonora Brett e Charles Vyner Brooke ebbero tre figlie:
- Leonora Margaret, contessa di Inchcape, moglie di Kenneth Mackay, II conte di Inchcape; alla morte di questi si risposò con il colonnello statunitense Francis Parker Tompkins.
- Elizabeth, cantante ed attrice, moglie di Harry Roy e poi di Richard Vidmer.
- Nancy Valerie, attrice (in particolare nel film La carica dei seicento, sposò in prime nozze Robert Gregory, un wrestler americano, poi José Pepi Cabarro, un uomo d'affari spagnolo; in terze nozze sposò Andrew Aitken Macnair e in quarte nozze sposò Memery Whyatt. Morì in Florida.

## Ascendenza
|                                   |                              |                                  | Genitori          |  |  | Nonni |  |  | Bisnonni            |  |  | Trisnonni           |  |
|                                   |                              |                                  |                   |  |  |       |  |  | Joseph George Brett |  |  | Joseph George Brett |  |
|                                   |                              |                                  |                   |  |  |       |  |  | Joseph George Brett |  |  | Joseph George Brett |  |
|                                   |                              | Isabella Maria Christiana Forbes |                   |  |  |       |  |  | Joseph George Brett |  |  |                     |  |
| William Brett, I visconte Esher   |                              |                                  |                   |  |  |       |  |  | Joseph George Brett |  |  |                     |  |
|                                   |                              | Dorothy Best                     | George Best       |  |  |       |  |  |                     |  |  |                     |  |
|                                   |                              | Dorothy Best                     | George Best       |  |  |       |  |  |                     |  |  |                     |  |
|                                   |                              | Dorothy Best                     | Caroline Scott    |  |  |       |  |  |                     |  |  |                     |  |
| Reginald Brett, II visconte Esher |                              | Dorothy Best                     |                   |  |  |       |  |  |                     |  |  |                     |  |
|                                   |                              | Louis Mayer                      |                   |  |  |       |  |  |                     |  |  |                     |  |
|                                   |                              |                                  |                   |  |  |       |  |  |                     |  |  |                     |  |
|                                   |                              |                                  |                   |  |  |       |  |  |                     |  |  |                     |  |
| Eugénie Mayer                     |                              |                                  |                   |  |  |       |  |  |                     |  |  |                     |  |
|                                   |                              | Finette Fanny Kreilssamner       | Cerf Kreilssamner |  |  |       |  |  |                     |  |  |                     |  |
|                                   |                              | Finette Fanny Kreilssamner       | Cerf Kreilssamner |  |  |       |  |  |                     |  |  |                     |  |
|                                   |                              | Finette Fanny Kreilssamner       | Züher Hirtz       |  |  |       |  |  |                     |  |  |                     |  |
| Sylvia Leonora Brett              |                              | Finette Fanny Kreilssamner       |                   |  |  |       |  |  |                     |  |  |                     |  |
|                                   | Josse-Alexandre Van de Weyer | Jean-Sylvain Van de Weyer        |                   |  |  |       |  |  |                     |  |  |                     |  |
|                                   | Josse-Alexandre Van de Weyer | Jean-Sylvain Van de Weyer        |                   |  |  |       |  |  |                     |  |  |                     |  |
|                                   | Josse-Alexandre Van de Weyer |                                  |                   |  |  |       |  |  |                     |  |  |                     |  |
| Sylvain Van de Weyer              | Josse-Alexandre Van de Weyer |                                  |                   |  |  |       |  |  |                     |  |  |                     |  |
|                                   |                              | Françoise Martine Goubau         | Josse Goubeau     |  |  |       |  |  |                     |  |  |                     |  |
|                                   |                              | Françoise Martine Goubau         | Josse Goubeau     |  |  |       |  |  |                     |  |  |                     |  |
|                                   |                              | Françoise Martine Goubau         |                   |  |  |       |  |  |                     |  |  |                     |  |
| Eleanor Van de Weyer              |                              | Françoise Martine Goubau         |                   |  |  |       |  |  |                     |  |  |                     |  |
|                                   |                              | Joshua Bates                     | Joshua Bates      |  |  |       |  |  |                     |  |  |                     |  |
|                                   |                              | Joshua Bates                     | Joshua Bates      |  |  |       |  |  |                     |  |  |                     |  |
|                                   |                              | Joshua Bates                     | Tirzah Pratt      |  |  |       |  |  |                     |  |  |                     |  |
| Elizabeth Bates                   |                              | Joshua Bates                     |                   |  |  |       |  |  |                     |  |  |                     |  |
|                                   |                              | Lucretia Sturgis                 | Samuel Sturgis    |  |  |       |  |  |                     |  |  |                     |  |
|                                   |                              | Lucretia Sturgis                 | Samuel Sturgis    |  |  |       |  |  |                     |  |  |                     |  |
|                                   |                              | Lucretia Sturgis                 | Lucretia Jennings |  |  |       |  |  |                     |  |  |                     |  |
|                                   |                              | Lucretia Sturgis                 |                   |  |  |       |  |  |                     |  |  |                     |  |